# I pugni in tasca
I pugni in tasca (bra: De Punhos Cerrados; prt: De Punhos nos Bolsos)) é um filme italiano de 1965, em preto e branco, dos  gêneros drama e horror, dirigido e roteirizado por Marco Bellocchio, com música de Ennio Morricone.

## Sinopse
Um jovem epilético, com inclinações paranoicas, membro de uma família marcada com doenças hereditárias, decide ajudar o único irmão saudável, assassinando os demais membros de sua família.

## Elenco
- Lou Castel ....... Alessandro
- Paola Pitagora ....... Giulia
- Marino Masé ....... Augusto
- Liliana Gerace ....... Mãe
- Stefania Troglio ....... Camareira
- Jeannie McNeil ....... Lucia
- Mauro Martini ....... o menino
- Gianni Schicchi ....... Tonino
- Alfredo Filippazzi ....... Doutor
- Gianfranco Cella ....... Um jovem na festa
- Celestina Bellocchio ....... Uma jovem na festa
- Pier Luigi Troglio ....... Leone
- Irene Agnelli ....... Bruna
- Sandra Bergamini
- Lella Bertante